# Guido Alvarenga
Guido Alvarenga (Asunción, 24 augustus 1970) is een voormalig Paraguayaans voetballer.

## Paraguayaans voetbalelftal
Guido Alvarenga debuteerde in 1995 in het Paraguayaans nationaal elftal en speelde 24 interlands, waarin hij 3 keer scoorde. Hij vertegenwoordigde zijn vaderland bij de Olympische Spelen van 1992 in Barcelona.